# 貝斯特拉亞區

貝斯特拉亞區在堪察加邊疆區的位置

55°55′50″N 158°41′41″E / 55.93056°N 158.69472°E
貝斯特拉亞區（俄语：Быстринский район），是俄羅斯堪察加邊疆區的一個區，位於堪察加半島，面積23,377平方公里，2010年人口2,560，人口密度每平方公里0.11人。